# 反恐战线
《反恐战线》（俄语：Война）是由阿历克塞·巴拉巴诺夫執導的2002年俄罗斯战争电影，讲述了第二次车臣战争的现实情况，由阿历克塞·查多夫（Aleksei Chadov）和伊恩·凯利（Ian Kelly）主演。

## 劇情
影片以主人公，前应征入伍者伊万·耶尔马科夫（Ivan Yermakov）在拘留中心接受记者采访而倒叙开始。随着他的回忆，画面切入2001年夏季第二次车臣战争中的车臣。伊万和另一名应征入伍者Fedya被车臣军阀阿斯兰·古格耶夫（Aslan Gugayev）俘虏，成為他的家庭奴隶，阿斯兰还利用伊万作为英语翻译員。武装分子还俘获了美国演员约翰·博伊尔（John Boyle）和未婚妻玛格丽特·迈克尔森（Margaret Michaelsen）。伊万、Fedya和两名美国囚犯随即被走并投入地窖，在那里他们发现了因受伤而瘫痪的梅德韦杰夫上尉（Captain Medvedev）。
阿斯兰释放了约翰，以便可以以200万英镑的赎金释放玛格丽特。并没有人会为伊万和Fedya付赎金，他也一并释放了他们。
一家美国电视台同意经济支援约翰，条件是约翰要记录过程和拍成视频。在莫斯科走投无路的约翰，决定向伊万寻求帮助。伊万同意了约翰的请求，但要求获得部分现金。
去往车臣的一路上，他们抢劫了一辆装满武器的SUV, 绑架了一名车臣牧羊人，最终他们攻入了玛格丽特被囚禁的地窖。在发现阿斯兰强奸了自己的未婚妻后，愤怒的约翰枪杀了阿斯兰，这也导致阿斯兰无法成为他们安全离开车臣的人质——最终他们经水路，并在俄罗斯空军但协助下，成功离开。
伊万把约翰许诺他的钱分给了车臣牧羊人和上尉。
电影以约翰的短评结尾。玛格丽特没有嫁给约翰。约翰把记录的视频出版了电影和书：《在俄罗斯的日子》。电影上映后，伊万被以“谋杀俄罗斯平民”的名义上诉。车臣牧羊人搬到了莫斯科，作证伊万杀了平民。唯一支持伊万而为他发声的只有上尉Medvedev。

## 外部連結
- 官方网站
- AllMovie上《反恐战线》的资料（英文）
- 互联网电影数据库（IMDb）上《反恐战线》的资料（英文）